# Amine Bendjelloul
Amine Bendjelloul (ur. 1999) – algierski zapaśnik walczący przeważnie w stylu klasycznym. 
Zajął czwarte miejsce na mistrzostwach Afryki w 2024. Wicemistrz arabski w 2024 roku.